# Santiago Millas (kommunhuvudort)
Santiago Millas är en kommunhuvudort i Spanien.   Den ligger i provinsen Provincia de León och regionen Kastilien och Leon, i den nordvästra delen av landet, 290 km nordväst om huvudstaden Madrid. Santiago Millas ligger 935 meter över havet och antalet invånare är 340.
Terrängen runt Santiago Millas är lite kuperad, och sluttar österut. Runt Santiago Millas är det glesbefolkat, med 11 invånare per kvadratkilometer. Närmaste större samhälle är Astorga, 9,3 km norr om Santiago Millas. 